# Żórawki
Żórawki (do 1945 r. niem. Kronstein) – wieś w Polsce położona w województwie zachodniopomorskim, w powiecie gryfińskim, w gminie Gryfino. Położona przy DK-31.
W latach 1975–1998 miejscowość administracyjnie należała do województwa szczecińskiego.
W miejscowości ma siedzibę GKS Błękit Pniewo oraz mieści się Sala Królestwa Zboru Świadków Jehowy.